# Dedal
Dedal (gr. Δαίδαλος Daídalos, łac. Daedalus) – w mitologii greckiej architekt i wynalazca. Ojciec Ikara żonaty z Naukrate (niewolnicą Minosa).
Syn Metiona (lub Palamona), wnuk Eupalamosa, prawnuk ateńskiego króla Erechteusza.
Według innych źródeł był synem Eupalamosa i Alkippe, Merope albo Ifinoe.
Uznawany za wszechstronnego artystę, u którego greckie miasta zamawiały posągi bogów i bohaterów. Uważano go za twórcę nowego stylu w sztuce, przedstawiającego swe rzeźby w ruchu i z otwartymi oczami. Powszechnie podziwiano jego kunszt twórcy, którego rzeźby wyglądały jak żywe (w wielu świątyniach kapłani przymocowywali posągi łańcuchami, ażeby nie uciekły jak ożywione). Według pewnego przekazu, Herakles, który na widok rzeźby Dedala sądził, że atakuje go żywy człowiek, zaczął rzucać w niego kamieniami. Był również wynalazcą różnych narzędzi, jak świder, grundwaga czy siekiera. Według innego źródła był z zawodu kowalem, a sztuki tej nauczyła go Atena.
Pochodził z Aten, zbiegł jednak stamtąd po zamordowaniu swego siostrzeńca Talosa, któremu zazdrościł wynalezienia piły i koła garncarskiego. Schronił się na Krecie, gdzie pracował jako wynalazca na dworze króla Minosa. Zbudował wtedy w Knossos labirynt, pałac o skomplikowanym układzie korytarzy, w którym król zamknął  Minotaura. Gdy władca zabronił mu powrotu do ojczyzny i zamknął w labiryncie, Dedal wraz z synem uciekli na skrzydłach własnego pomysłu, wykonanych z piór zlepionych woskiem. W trakcie ucieczki Ikar zginął, gdy zanadto zbliżył się do słońca i rozgrzane jego żarem skrzydła uległy zniszczeniu. Po długich poszukiwaniach Dedal odnalazł szczątki syna na wyspie, którą na jego cześć nazwano Ikarią, a morze, w którym zginął – Ikaryjskim.
Następnie Dedal dotarł do Sycylii, do króla Kakalosa(lub wrócił do Aten), gdzie zbudował świątynię Apolla, w której umieścił ofiarowane swe skrzydła. Według innego źródła świątynię Apollina wybudował w Kume w pobliżu Neapolu, gdzie po swej ucieczce z Krety wylądował. Na Sycylii miał też wykopać sztuczne jezioro, a na stromych skałach wybudować gród warowny, w którym jego nowy władca przechowywał swe skarby. Miał jakoby dożyć późnej starości.